# Joubinella bychovskii
Joubinella bychovskii är en kräftdjursart som beskrevs av Gurjanova 1952. Joubinella bychovskii ingår i släktet Joubinella och familjen Phoxocephalidae. Inga underarter finns listade i Catalogue of Life.